# Katja Ebstein
Katja Ebstein (Girlachsdorf, Alsózilézia, 1945. március 9. –) német énekesnő és színésznő.

## Életpályája
Nyugat-Berlin Reinickendorf kerületében, az Epensteinstrasséban nőtt fel. Onnan származik a művészneve.
Háromszor is sikeresen képviselte Németországot az Eurovíziós Dalfesztiválon. 1970-ben Wunder gibt es immer wieder című dalával harmadik helyezést ért el. A következő évben megismételte ezt az eredményt a Diese Welt című dallal. 1980-ban ismét versenyzett, ekkor a Theater című dallal a második helyen zárt. Ezzel ő a dalfesztivál egyetlen olyan előadója, aki háromszor is dobogós helyezést ért el, de nyerni nem tudott.
2017. február 12-én Ebstein a Szövetségi Gyűlés  (Bundesversammlung) tagja volt, amikor Frank-Walter Steinmeiert választották meg Németország 12. államfőjévé.

## Diszkográfia

### Albumok
- Katja (Liberty 1969)
- Wunder gibt es immer wieder (Liberty 1970)
- Mein Leben ist wie ein Lied (Liberty 1970)
- Freunde (United Artists 1971)
- Katja Ebstein en español (United Artists 1971) (in Deutschland unveröffentlicht)
- Wir leben – wir lieben (United Artists 1972)
- Katja (United Artists 1973)
- The star of Mykonos (United Artists 1974) (in Deutschland unveröffentlicht)
- Le soleil de Mykonos (United Artists 1974) (in Deutschland unveröffentlicht)
- …was ich noch singen wollte (United Artists 1974)
- Wilde Rosen und andere Träume (EMI Electrola 1974)
- Katja Ebstein singt Heinrich Heine (EMI Electrola 1975)
- Katja & Co. (TV-műsorból) (EMI Electrola 1976)
- In Petersburg ist Pferdemarkt (EMI Electrola 1976)
- Liebe (EMI Electrola 1977)
- So wat wie ick et bin… kann nur aus Berlin sein (EMI Electrola 1978)
- Glashaus (Ariola 1980)
- Katja live (Ariola 1980)
- He du da… (Ariola 1980)
- Kopf hoch (Ariola 1981)
- Mein Name ist Katja (TV-műsorból) (Ariola 1982)
- Traumzeit??? (Ariola 1982)
- Lyrikerinnen (mit Lutz Görner) (Rezitheater-Verlag 1990)
- LiLaLutsche – ich rutsche auf der Rutsche (gyerekdalok) (Igel Records 1991)
- Ebstein (Polydor 1994)
- Meisterinnenwerke (CAT Music 1996)
- Ave von Medjugorje – Pilgerlieder (mit Inge Brück) (CAT Music 1996)
- Ave from Medjugorje – Pilgrim songs (mit Inge Brück) (CAT Music 1997)
- Ave de Medjugorje – Chansons pelèrines (mit Inge Brück) (CAT Music 1997)
- Ave von Medjugorje (boszniai nyelven) (mit Inge Brück) (CAT Music 1997)
- Lasst Euch nicht verführen! – Katja Ebstein singt und spricht Bertolt Brecht (Deutsche Grammophon 1999)
- Berlin… trotz und alledem! (Deutsche Grammophon 1999)
- Es fällt ein Stern herunter… (CAT Music 2001)
- Witkiewicz (EMI 2005)

### Kislemezek

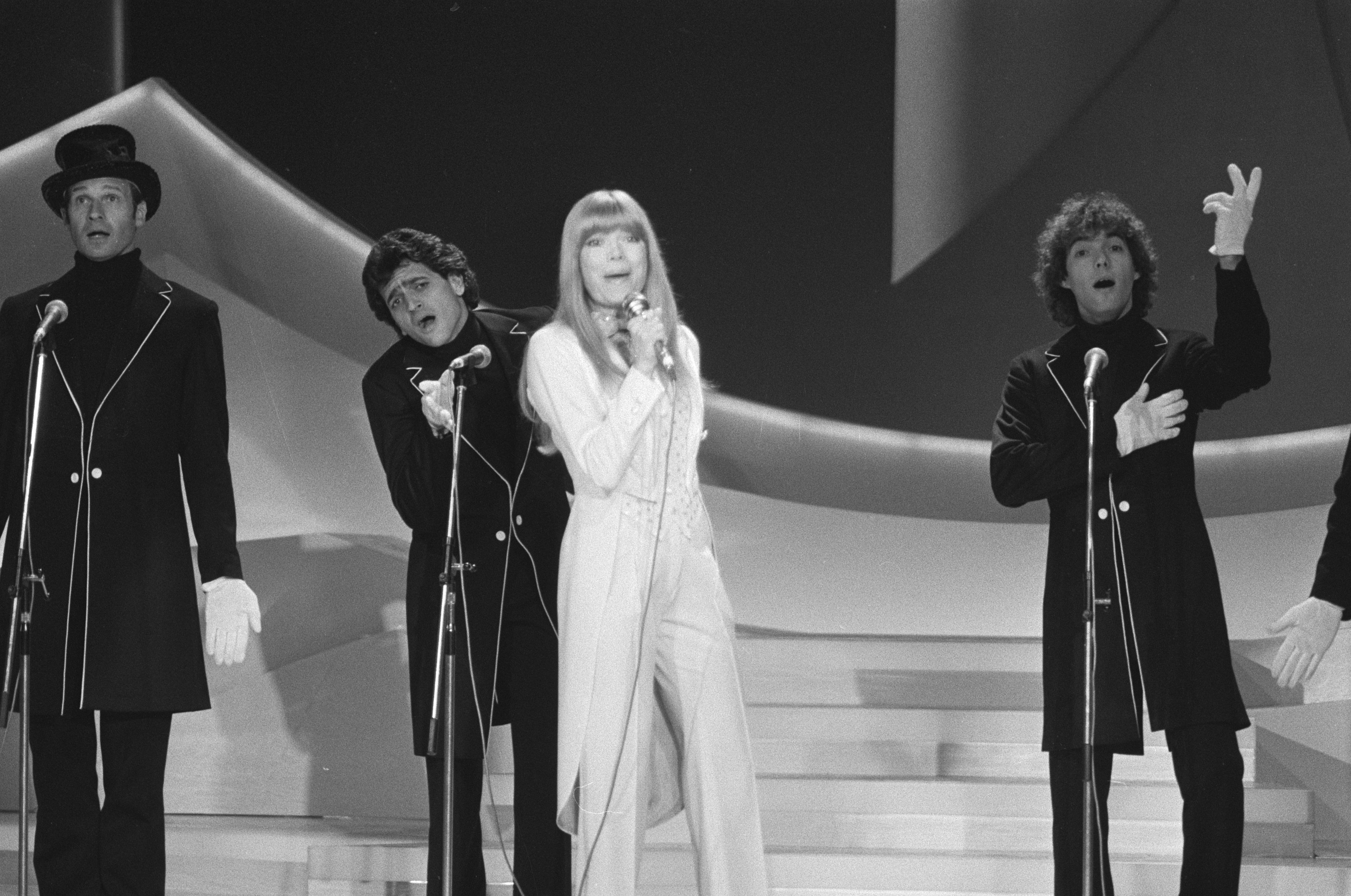
Katja Ebstein az 1980-as Eurovíziós Dalfesztiválon

- Wovon träumt ein Weihnachtsbaum im Mai (1969)
- Wunder gibt es immer wieder (1970) - 3. hely 12 ponttal az 1970-es Eurovíziós Dalfesztiválon
- Und wenn ein neuer Tag erwacht (1970)
- Diese Welt (1971) – 3. hely 100 ponttal az 1971-es Eurovíziós Dalfesztiválon
- Ein kleines Lied vom Frieden (1971)
- Inch Allah (1972)
- Der Stern von Mykonos (1973)
- Ein Indiojunge aus Peru (1974)
- Athena (1974)
- Es war einmal ein Jäger (1975)
- Die Hälfte seines Lebens (1975)
- Aus Liebe weint man nicht (1976)
- In Petersburg ist Pferdemarkt (1977)
- Du und ich (1977)
- Wein nicht um mich, Argentinien (1977)
- Weck mich, bevor du gehst (1977)
- Dieser Mann ist ein Mann (1978)
- Es müssen keine Rosen sein (1979)
- Trink mit mir (1979)
- Abschied ist ein bißchen wie sterben (1980)
- Theater (1980) - 2. hely 128 ponttal az 1980-as Eurovíziós Dalfesztiválon
- Dann heirat' doch dein Büro (1980)
- Traumzeit (1982)

## Filmjei
- 1970: Schwarzer Peter (TV-sorozat, egy epizódban)
- 1971: Das Lied der Balalaika (L’homme qui vient de la nuit)
- 1971: Glückspilze (TV-film)
- 1972: Die Glückspirale (TV-film)
- 1975: Berlin grüsst Bern (TV-film)
- 1983: Wunderland (TV-film)
- 1984 –  1987: Unterwegs in der DDR (39 epizódban)
- 1989: Friedrichstadtpalast (20 epizódban)
- 1999: Gisbert (TV-sorozat, egy epizódban)

## Fontosabb színpadi szerepei
- Heinrich Mann után: Ronda tanár úr (Rosa Fröhlich) – hamburgi Ernst-Deutsch-Theater
- Hugo von Hofmannsthal: Akárki, játék a gazdag ember haláláról  (Buhlschaft)
- Bertolt Brecht: Koldusopera (Kocsma Jenny)
- John Kander / Fred Ebb:  Chicago
- Neil Simon: Sweet Charity - Édes kis bolond
- Blake Edwards / Henry Mancini: Victor/Victoria
- Joshua Sobol: Gettó (Chaja) – Meininger Staatstheater

## Művei
- Katja Ebstein: Für eine Friedenskultur arbeiten. In: Hans-Joachim Girock (Hrsg.): Ein Traum von Kirche. Brauchen wir ein anderes Christentum? Quell, Stuttgart 1988, ISBN 3-7918-1406-0, S. 44–54
- Katja Ebstein (Hrsg.): Meisterinnenwerke. Eulen, Freiburg 1996, ISBN 3-89102-244-1
- Katja Ebstein (Hrsg.): Schlage die Trommel und fürchte Dich nicht! Gedichte und Lieder von Heinrich Heine. Eulen, Freiburg 1996, ISBN 3-89102-245-X
- Katja Ebstein: Von der Kunst des Lebens. In: Heute weiß ich, was ich will. Frauen über 50 erzählen. vgs Egmont, Köln 2004, ISBN 3-8025-1644-3, S. 66–75
- Katja Ebstein: Schlage die Trommel und fürchte dich nicht. In: Wolfgang Bittner, Mark vom Hofe (Hrsg.): Erlebte Geschichten. Ich mische mich ein. Markante deutsche Lebensläufe. Horlemann, Bad Honnef 2006, ISBN 3-89502-222-5, S. 27–36

## Fordítás
- Ez a szócikk részben vagy egészben  a   Katja Ebstein című német Wikipédia-szócikk fordításán alapul.  Az eredeti cikk szerkesztőit annak laptörténete sorolja fel. Ez a jelzés csupán a megfogalmazás eredetét és a szerzői jogokat jelzi, nem szolgál a cikkben szereplő információk forrásmegjelöléseként.
- Ez a szócikk részben vagy egészben  a   Katja Ebstein című angol Wikipédia-szócikk fordításán alapul.  Az eredeti cikk szerkesztőit annak laptörténete sorolja fel. Ez a jelzés csupán a megfogalmazás eredetét és a szerzői jogokat jelzi, nem szolgál a cikkben szereplő információk forrásmegjelöléseként.